# 699. zaledna baza (JLA)
699. zaledna baza je bila ena izmed baz v sestavi Jugoslovanske ljudske armade.

## Organizacija
31. december 1990
- poveljstvo
- namestitveni vod
- vod za zveze
- lahki raketni topniški vod protiletalske obrambe
- veterinarski vod
- sanitetna četa
- vod ABKO
- gradbeni oddelek
- četa za oskrbo z vodo
- transportna četa
- intendantski bataljon
- bataljon remontne podpore
- I. skladišče streliva in MES
- II. skladišče goriva
- III. skladišče osnovnih sredstev in rezervnih delov
- intendantsko skladišče
- sanitetno skladišče